# فرودگاه الجبیل
فرودگاه الجبیل (به انگلیسی: Jubail Airport) یک فرودگاه نظامی است که یک باند فرود آسفالت دارد و طول باند آن ۴۰۰۰ متر است. این فرودگاه در شهر الجبیل کشور عربستان سعودی قرار دارد و در ارتفاع ۸ متری از سطح دریا واقع شده است.